# Mangolān
Mangolān (persiska: منگلان) är en ort i Iran.   Den ligger i provinsen Alborz, i den norra delen av landet, 70 km nordväst om huvudstaden Teheran. Mangolān ligger 1 921 meter över havet och antalet invånare är 279.
Terrängen runt Mangolān är varierad. Mangolān ligger nere i en dal som går i öst-västlig riktning.Runt Mangolān är det ganska tätbefolkat, med 86 invånare per kvadratkilometer. Närmaste större samhälle är Kalīnak, 10,1 km väster om Mangolān. Trakten runt Mangolān består i huvudsak av gräsmarker.